# 台湾白树
台湾白树（学名：Suregada aequorea），又名白樹仔，为大戟科白树属下的一个种。

## 扩展阅读
- 維基物種上的相關：台湾白树